# بلفيا
قرية بلفيا هي إحدى القرى التابعة لمركز بنى سويف في محافظة بني سويف في جمهورية مصر العربية. حسب إحصاءات سنة 2006، بلغ إجمالي السكان في بلفيا 22034 نسمة، منهم 11424 رجل و10610 امرأة.